# Curvisaccula philpotti
Curvisaccula philpotti är en fjärilsart som beskrevs av John S. Dugdale 1978. Curvisaccula philpotti ingår i släktet Curvisaccula och familjen vecklare. Inga underarter finns listade i Catalogue of Life.